# تشددلورته (باركشير)
تشددلورته (بالإنجليزية: Chaddleworth)‏ هي قرية و أبرشية مدنية تقع في المملكة المتحدة في إنجلترا. يقدر عدد سكانها بـ 499 نسمة ومساحتها 13.71 كم2 .